# Baloldali Párt (Németország)
A Baloldali Párt (németül Die Linke) politikai párt Németországban. A volt NDK területén jelentős Demokratikus Szocializmus Pártja (Partei des Demokratischen Sozialismus, PDS) nevű posztkommunista párt és a volt Nyugat-Németországban aprócska Munka és Szociális Igazság Párt (WASG) egyesüléséből jött létre 2007-ben.

## Politikai programja
A párt szinte teljesen ugyanazon az állásponton van, mint a Francia Kommunista Párt, és előfordult, hogy a kommunista és munkáspártok találkozójára is meghívták (de nem ment el, feltehetően az olyan antidemokratikus pártok jelenléte miatt, mint például az (Észak-)Koreai Munkapárt).
A pártban az utóbbi években nagymértékben megerősödött az eurokommunista frakció.
A Baloldali Párt a progresszivizmus képviselője is.
Az azonos neműek házasságának legalizálását támogatja, és bármiféle általa homofóbnak tekintett diszkriminációt ellenez (mint például az örökbefogadás megtagadása azonos nemű párok esetében). A párt keretén belül egy olyan frakció is működik, amely kifejezetten a homoszexuálisok és a transzszexuálisok jogait védi. A nők és a férfiak közötti egyenlőségre is nagy hangsúlyt fektet; a pártban nagy arányban képviseltetik magukat a nők.
A Baloldali Párt védi a bevándorlók jogait, és a rasszizmus, idegengyűlölet, nemzetiszocializmus, sovinizmus és a felsőbbrendűségi alapon elkövetett diszkrimináció ellen folyamatosan fellép.

## Története

A Baloldali Párt a német tartományi törvényhozásokban

A Baloldali Párt a totalitárius Német Demokratikus Köztársaság állampártja, az 1990-ben átalakult Német Szocialista Egységpárt (NSZEP) jogi örököse. A párt számtalanszor elhatárolódott a régi kelet-német és egyéb totalitárius rendszerektől.
A PDS 1990 és 2005 közt a baloldali „keleti párt” volt: a volt Nyugat-Németországban alig szavaztak rá, a volt NDK-ban viszont rendre 15-25%-os eredményeket ért el és az öt keletnémet tagállam közül kettőben koalíciós kormányra lépett az SPD-vel.
Az áttörés 2005-ben következett be. A PDS új nevet kapott, választási szövetségre lépett a nyugatnémet alapítású Munka és Szociális Igazság Párttal (WASG) és szövetségi szinten a szavazatok 8,7%-át szerezte meg a szeptemberben tartott választásokon (több mint a dupláját 2002-es 4%-os eredményének). Az új név a Baloldali Párt.PDS (Die Linkspartei.PDS, röviden: Die Linke.PDS) lett, amely a változást jelképezte.
Európai szinten a PDS alapítója volt az Európai Baloldal nevű pártszövetségnek és a Baloldali Párt.PDS lett a legnagyobb párt az Európai Parlament Európai Egyesült Baloldal/Északi Zöld Baloldal frakciójában.
2007. június 16-án a Baloldali Párt.PDS egyesült a Munka és Szociális Igazság Párttal (WASG). Ezzel létrejött a „A baloldal” (Die Linke). A pártkoalíció áttörést eredményezett a baloldal számára. A szövetségi kormány népszerűtlen, a szociális ellátásokat lefaragó politikája miatt a nyugatnémet közvélemény is balra tolódott. A Baloldal sikeresen igyekezett megszólítani a konzervatívokkal együtt kormányzó szociáldemokratáktól elpártoló szavazókat. A 2008-as alsó-szászországi, hesseni és hamburgi választásokon először jutott képviselethez nyugati tartományok törvényhozásaiban.
2010-ben Gesine Lötzsch és Klaus Ernst lett a párt elnöke a leköszönt Lothar Bisky és Oskar Lafontaine után.
2012 januárjában a Der Spiegel megírta, hogy parlamenti képviselőit az Alkotmányvédelmi Hivatal (BfV) figyeli titkosszolgálati módszerekkel. Eközben belső viták jellemezték a pártot. A fő töréspont az SPD-vel való együttműködés kérdése lett. A párt taglétszáma csökkenni kezdett. Áprilisban lemondott Lötzsch. Júniusban Katja Kipping és Bernd Riexinger személyében új elnököt választottak. 2021. február 27.-én a két leköszönt társelnök helyére két új elnököt, Janine Wisslert és Susanne Hennig-Wellsowt választottak. Ugyanebben az évben a párt 4,9%-os eredményt ért el, csak három választókerületi győzelem miatt jutott be a Bundestagba. 2022. április 20.-án a párt egyik társelnöke, Susanne Hennig-Wellsow lemondott a társelnökségről, 2022 nyarán a párt tisztújítást kíván tartani.

## Választási eredmények

### Bundestag
| Választások | Választókerületi szavazatok száma | Pártlistás szavazatok száma | %    | Megszerzett helyek száma | Kormány/Ellenzék? | Listavezető                              |
| ----------- | --------------------------------- | --------------------------- | ---- | ------------------------ | ----------------- | ---------------------------------------- |
| 2005        | 3 764 168                         | 4 118 194                   | 8,7  | 54 / 614                 | Ellenzék          | Lothar Bisky                             |
| 2009        | 4 791 124                         | 5 155 933                   | 11,9 | 76 / 622                 | Ellenzék          | Oskar Lafontaine                         |
| 2013        | 3 585 178                         | 3 755 699                   | 8,6  | 64 / 630                 | Ellenzék          | Gregor Gysi                              |
| 2017        | 3 966 035                         | 4 296 762                   | 9,2  | 69 / 709                 | Ellenzék          | Sahra Wagenknecht és Dietmar Bartsch     |
| 2021        | 2 306 755                         | 2 269 993                   | 4,9  | 39 / 735                 | Ellenzék          | Susanne Hennig-Wellsow és Janine Wissler |
| 2025        | 3 932 584                         | 4 355 382                   | 8,8  | 64 / 630                 | Még nem ismert    | Jan van Aken és Heidi Reichinnek         |

### Tartományi parlamentek
| Tartomány                 | Választási év | Szavazatok száma | %    | Megszerzett helyek száma | Kormány/Ellenzék?                      |
| ------------------------- | ------------- | ---------------- | ---- | ------------------------ | -------------------------------------- |
| Alsó-Szászország          | 2022          | 98 585           | 2,7  | 0 / 146                  | Parlamenten kívül                      |
| Baden-Württemberg         | 2021          | 173 295          | 3,6  | 0 / 154                  | Parlamenten kívül                      |
| Bajorország               | 2023          | 200 795          | 1,5  | 0 / 203                  | Parlamenten kívül                      |
| Berlin                    | 2023          | 184 954          | 12,2 | 22 / 147                 | Ellenzék                               |
| Brandenburg               | 2024          | 44 692           | 3,0  | 0 / 88                   | Parlamenten kívül                      |
| Bréma                     | 2023          | 137 676          | 10,9 | 10 / 87                  | Kormánypárt: Vörös-vörös-zöld koalíció |
| Észak-Rajna-Vesztfália    | 2022          | 146 634          | 2,1  | 0 / 195                  | Parlamenten kívül                      |
| Hamburg                   | 2025          | 487 729          | 11,2 | 15 / 123                 | Ellenzék                               |
| Hessen                    | 2023          | 86 821           | 3,1  | 0 / 133                  | Parlamenten kívül                      |
| Mecklenburg-Elő-Pomeránia | 2021          | 90 865           | 9,9  | 9 / 79                   | Kormánykoalíció az SPD-vel             |
| Rajna-vidék-Pfalz         | 2021          | 48 210           | 2,5  | 0 / 101                  | Parlamenten kívül                      |
| Saar-vidék                | 2022          | 11 689           | 2,6  | 0 / 51                   | Parlamenten kívül                      |
| Szászország               | 2024          | 104 888          | 4,5  | 6 / 119                  | Ellenzék                               |
| Szász-Anhalt              | 2021          | 116 927          | 11,0 | 12 / 97                  | Ellenzék                               |
| Schleswig-Holstein        | 2022          | 23 035           | 1,7  | 0 / 69                   | Parlamenten kívül                      |
| Türingia                  | 2024          | 157 641          | 13,1 | 12 / 90                  | Ellenzék                               |

## Érdekességek
- Feleknas Uca, a Baloldali Párt Európai Parlament képviselője volt a világ egyetlen választott jezidi politikusa, mielőtt 2005-ben három másikat az iraki parlamentbe nem választottak.

## Angol nyelvű irodalom
- Thompson, Peter (2005): The Crisis of the German Left. The PDS, Stalinism and the Global Economy Berghahn Books, New York and Oxford. ISBN 1-57181-543-0
- Oswald, Franz (2002): The Party That Came Out of the Cold War : The Party of Democratic Socialism in United Germany. Praeger Publishers. ISBN 0-275-97731-5
- Hough, Dan (2001): The Fall and Rise of the PDS in Eastern Germany (1st ed.). The University of Birmingham Press. ISBN 1-902459-14-8